# Athipattu
Athipattu è una suddivisione dell'India, classificata come census town, di 8.382 abitanti, situata nel distretto di Tiruvallur, nello stato federato del Tamil Nadu. In base al numero di abitanti la città rientra nella classe V (da 5.000 a 9.999 persone).

## Geografia fisica
La città è situata a 13° 16' 22 N e 80° 18' 20 E.

## Società

### Evoluzione demografica
Al censimento del 2001 la popolazione di Athipattu assommava a 8.382 persone, delle quali 4.223 maschi e 4.159 femmine. I bambini di età inferiore o uguale ai sei anni assommavano a 948, dei quali 476 maschi e 472 femmine. Infine, coloro che erano in grado di saper almeno leggere e scrivere erano 6.026, dei quali 3.346 maschi e 2.680 femmine.